# Teresa Demjanovich
Miriam Terezia Demjanovičová, SC (26. března 1901, Bayonne – 8. května 1927, Convent Station) byla americká řeholnice rusínské řeckokatolické církve, členka kongregace Milosrdných sester svaté Alžběty. Katolická církev ji uctívá jako blahoslavenou.

## Život
Narodila se dne 26. března 1901 ve městě Bayonne v New Jersey jako první ze sedmi dětí Alexandra Demjanoviče a Johanny Suchy. Její rodiče byli rusínští přistěhovalci z dnešního východního Slovenska. Křest i myropomazání přijala v byzantském ritu dne 31. března 1901. Ve svém rodném městě absolvovala střední školu.
Toužila se stát řeholnicí, ale musela se starat o svoji nemocnou matku. Po matčině smrti během pandemie španělské chřipky v listopadu 1918 jí bylo doporučeno, aby nastoupila na vysokou školu, načež v září 1919 nastoupila na Univerzitu svaté Alžběty v Convent Station (část Morrisu). Studovala zde literaturu a v červnu roku 1923 promovala.
Jelikož neměla vybráno, do kterého řeholního řádu nebo kongregace by vstoupila, přijala místo učitelky na Caritas Academy v Jersey City. Často byla vídána při modlitbě ve školní kapli. Byla členkou laického sdružení Mariánská družina.
Stále však hledala vhodné řeholní společenství, do kterého by vstoupila. Navštívila bosé karmelitky v Bronxu v New Yorku, kde jí však kvůli zdravotním problémům, včetně bolestí hlavy doporučili, aby počkala několik let, než do řádu vstoupí. Po další poradě jí bylo doporučeno vstoupit do nějaké řeholní kongregace, která se zaměřuje na výuku.
Dne 8. prosince 1924 se rozhodla pro vstup do řeholní kongregace Milosrdných sester svaté Alžběty. Její vstup do kláštera byl naplánován na 2. únor 1925, po smrti jejího otce 30. ledna byl její vstup odložen na 11. únor 1925. Byla přijata do noviciátu a dne 17. května 1925 přijala řeholní hábit. Oficiálně stále patřila k rusínské řeckokatolické církvi, avšak běžně se účastnila bohoslužeb v římském ritu. Během období svého noviciátu vyučovala v letech 1925–1926 na Universitě svaté Alžběty, na které dříve studovala.
V listopadu roku 1926 jí byla provedena tonzilektomie. Její zdravotní stav se však po návratu do kláštera zhoršoval, načež byla odvezena do nemocnice, kde jí bylo zjištěno fyzické a nervové vyčerpání s akutním zánětem slepého střeva. Lékaři se však kvůli jejímu chatrnému zdraví obávali provést operaci.
Dne 2. dubna 1927 složila „in periculo mortis“ („v nebezpečí smrti“) své doživotní řeholní sliby. Dne 6. května téhož roku byl její zánět slepého střeva operován, avšak dne 8. května 1927 v Convent Station zemřela. Pohřeb se konal 11. května 1927 v místní kapli. Poté byla pohřbena na pozemku mateřského kláštera její kongregace v Convent Station.

## Úcta
Její beatifikační proces započal dne 19. června 1980, čímž obdržela titul služebnice Boží. Dne 10. května 2012 ji papež Benedikt XVI. podepsáním dekretu o jejích hrdinských ctnostech prohlásil za ctihodnou. Dne 17. prosince 2013 byl uznán zázrak na její přímluvu, potřebný pro její blahořečení.
Blahořečena pak byla dne 4. října 2014 v katedrální bazilice Božského Srdce Páně v Newarku. Obřadu předsedal jménem papeže Františka kardinál Angelo Amato. Šlo o vůbec první beatifikační obřad na území Spojených států amerických.
Její památka je připomínána 8. května. Bývá zobrazována v řeholním oděvu.